# مرغ دوزنده چهچهه‌زن
مرغ دوزنده چهچهه‌زن (نام علمی: Orthotomus chloronotus) نام یک گونه از راسته گنجشک‌سانان است.